# 漂流少年

電視動畫Sonny Boy的官方logo

《漂流少年》是由MADHOUSE製作、以科幻為題材的日本原創電視動畫作品。2021年7月15日開始在TOKYO MX放送。官方口号是「SF青春群像劇」。第25屆日本新媒體動漫藝術節動畫部門優秀賞得獎作品。

## 故事簡介
在漫長的暑假已過半的8月16日，中學三年級的長良和同學們在學校集合，但他們突然被捲入了出乎意料的事態。不只長良自己，包括神秘的轉學生希以及瑞穗、朝風等人在內的36名同學都從學校漂流到了異次元，而且在漂流的同時分別獲得了不同的「能力」。有人因獲得了超越人類的能力而感到歡喜並盡情地大鬧，有人企圖作為領導者統率其他學生，有人拚命尋找回到原來世界的方法，他們之間逐漸產生了猜忌、嫉妒以及支配慾引發的對立。眾人因接連發生的詭異事態而置身於求生生活當中，他們能否攻略這個世界，平安回到原來的世界……

## 登場人物

### 主要人物
長良（聲：市川蒼）
本作主人翁。初中三年級。
對自己所處的環境感到厭倦，對人生感到放棄，家人溝通困難，學校的學生也紛紛移開目光，用冷漠的眼神望著他。
第3話中，被希猜測能力為作出通往異世界的「門」。第4話應王牌要求轉移至原本的世界，卻發現無法回去。希與拉吉塔尼得出結論：長良無法去他自己想要的世界。第五話被突然出現的亞希老師指控根本不想帶同學回原本的世界，只會一味地逃避。導致被同學敵視。
第6話配合拉吉塔尼，藉由「導演編輯版」影片具體化，試圖帶領全班回到原本世界參加畢業典禮。卻反而發現是「全班皆被取代」的平行世界。最後校長道出長良並非創造世界，而是「可能性的觀察者」，最終全班搭乘「方舟」離開盡頭島時，僅剩他與希，瑞穗三人獨留於此，也在希的影響下漸漸展開心胸，性格也越加開朗。
第11話為希舉辦喪禮；並與瑞穗找回拉吉塔尼，用瑞穗的貓一起打造出整座火箭發射基地。最後在拉吉塔尼、山彥與三隻貓咪的見證下；和瑞穗一起進入農神5號，飛向宇宙，最終回到原本的世界。
第12話中，最終與瑞穗選擇了「自己選擇，但無法改變未來」的現實世界，且保有漂流的記憶，然而在經歷自己仍然微不足道的現實世界後，雖體悟到自己雖無法改變世界，卻因此在這次漂流得到了成長，選擇與過去告別，邁向未來前進。
希（聲：大西沙織）
從柏林回來的轉學生。轉學的第一天就被長良看見在屋頂上撕掉教科書。他有著堅強的意志，無論情況多麼艱難，都絕不屈服。
能力是無論在哪裡都能看到指示光的「指南針」。但是這種光，是希以外的人都看不到的。
一開始就對長良有莫名的關注，經常關切長良的行動，或是在長良身邊自言自語。對長良似乎有特殊情感。
第6話在平行世界發現自己已經死亡。而對於自己死亡的希感到十分震驚；開始質疑自己的能力，隨後全班搭乘「方舟」離開盡頭島時，僅剩他與長良，瑞穗三人獨留於此。
第10話接受朝風邀請參與討伐「戰爭」，在懸崖上突然崩落，在朝風注視下墜落而亡，化為一個指南針。
第11話長良收到噩耗後，與瑞穗一起為希舉辦了喪禮。兩人也帶著指向希意識的「指南針」飛向宇宙。
在第12話「什麼也無法改變」的現實世界中出現另一個希，然而此世界線的希並非長良「所認識」，並未有過去漂流時的記憶，與朝風交往。
瑞穗（聲：悠木碧）
初中三年級，全名「小山瑞穗」，經常帶著祖母珍愛的三隻貓：「虎」（聲：島田敏）、「原」（聲：辻親八）、「櫻」（聲：津田匠子）裝進手提包行動。個性我行我素，不願意和周圍的人積極接觸。
能力表面上是想要的東西都會由貓送來的「喵馬遜」（捏他亞馬遜）。她的能力不可或缺，也被其他的學生們所依賴，但是瑞穗自己對此並不感興趣；由於「喵馬遜」物品所有權人即瑞穗，故不會被盡頭島「交易法則」制約住，甚至可以以「贈送」名義製造例外。
與學生會有過節；也是造成其遠離同學之主要原因。在失火事件結束後加入長良一夥；一改過去風格變得活潑好動。也跟長良越走越近。
在調查黑化事件時，表示自己的能力在漂流之前就有了，但只能在學校內施展，第5話透露「神」有跟她說，自己才是引發漂流的原因，隨後全班搭乘「方舟」離開盡頭島時，僅剩他願意與長良，希三人獨留於此。
第9話從山彥質問白貓「櫻」；以及拉吉塔尼拷問棕貓「虎」；揭露出「喵馬遜」與漂流的真相：複製其實並非瑞穗，而是貓咪的能力。一切皆是複製原本世界人事物的貓咪們造成的。但瑞穗本人一直沒發現這點；貓咪們也打算繼續死守這個祕密下去。
第10話最後藉由放雞血實驗，顯示了瑞穗真正的能力：凍結時間或狀態，且能作用於生物。
第11話為希舉辦喪禮；並跟長良找回拉吉塔尼，用貓一起打造出整座火箭發射基地。最後在拉吉塔尼、山彥與三隻貓咪的見證下；跟長良一起進入農神5號，飛向宇宙；回到原本的世界。
第12話發動能力凍結自己與長良的身體狀態，經過光速移動終於抵達異次元世界入口。最終與長良選擇了「什麼也無法改變」的未來，且保有漂流的記憶。然而在經歷祖母的喪禮後及得知虎的逝去後則選擇逃避，一度想回到漂流的世界；但在最後與長良的對話顯示，雖體悟到自己已無法改變世界，卻因此在這次漂流得到了成長，與過去告別。
朝風（聲：小林千晃）
性格叛逆，討厭被命令的學生，在漂流之初組織反抗試圖管理學生的學生會，引發了騷亂。
能力是能控制重力的「慢光」。在經常處於危險狀況的生存活動中屢次幫助長良他們。
來到盡頭島後利用自己能力維持島上眾人的生活，尤其是幫忙拉吉塔尼探測；也經常與長良、希、瑞穗，以及拉吉塔尼在一塊交流。
對毆打過自己的棒球帽遲遲無法原諒。此後被突然出現的亞希老師誘惑，開始聽命於對方，被亞希老師形塑成救世主
最終漸漸無法面對真正不堪的自我，對於自傲的執迷不悟及迷惘。第11話在討伐「戰爭」的過程中，原本想救墜落懸崖的希，卻被校長的話干涉而停止動作；最後眼睜睜看著希掉到谷底，化作指南針。
在第12話趕上到達異次元入口的長良與瑞穗；在經過交談後與二人道別；並在二人前往新世界時從後推了一把。最後在「什麼也無法改變」的未來中出現另一個朝風，然而此世界線的朝風並未有過去漂流時的記憶，與希交往。
拉吉塔尼（聲：後藤弘樹）
有著異國風情的容貌，頭腦清晰的少年。對漂流後的世界抱有強烈的好奇心，和長良、希等人一起致力闡明世界的規則。
能力是將程序反映到現實世界的「掌上電腦」；提供各式探測工具與操作機械。他的能力給眾人的生存生活帶來了轉機。
在知道小島世界需要靠交易行為維持物品型態後，發明虛擬貨幣APP，建立金融體系。
在得知長良能力後不斷與長良實驗，想用自己能力配合藉長良能力回到原本世界，後在第8話自製帆船而離開盡頭島到各個世界旅行，在第11話中參與希的喪禮而歸來，並安慰著傷心的長良。然而已漂流2000年的他已不願再回到原來的世界，最後與瑞穗的貓一起打造出整座火箭發射基地，見證著長良和瑞穗離開的過程。

### 學生會
明星（聲：內藤有海）
全名「楠木明星」，雖然長著一張可愛的臉，但實際上性格相當成熟的少年，左眼下方的星型痣是其魅力所在。
在第1話中為了重整轉移後的混亂狀況鼓勵棒球帽，讓他成為領導，自己則在各種各樣的場合暗中活動。在第3話回答希的質疑，承認在漂流前一刻聽到「對自己說話的聲音」，所以預先知道會漂流。也證實能力在漂流之前就已存在。
在亞希老師放話使班級陷入恐慌後，罕見露出落寞的一面，選擇與長良一夥合作。預言可以用「能力遺留物」作為「方舟」的核心。
第6話顯示明星其實一直與校長對話，校長就是幕後的「聲音」；而明星只是被校長操縱的木偶。一直到被亞希老師奪權，才逐漸露出自己真實的想法。最終隨全班搭乘「方舟」離開盡頭島。
波妮（聲：佐藤花）
學生會長，全名「田中真千」，沉默寡言，總是一副冷淡表情的少女。
經常站在立場上組織學生們，也經常和明星一起行動。能力是可以跟碰過的東西互換的「Switch」。
第2話揭露其實是靠明星竄改選舉結果才當上會長。並與明星一起迫害匿名揭露黑幕的瑞穗，最終隨全班搭乘「方舟」離開盡頭島。
棒球帽（聲：上田耀司）
總是戴著棒球帽的高大少年，和長良與王牌同屬於少年棒球隊。
雖然聽從明星的話擔任領導，但其實是個溫柔的膽小鬼。能力是一個人待在房間裡集中精神的話，就可以造出各種東西的「萬能活動室」。
來到盡頭島後除了配合學生會行動以外，平常都在製造米穀等糧食，最終隨全班搭乘「方舟」離開盡頭島。

### 其他學生
隼人（聲：山本祥太）
性格開朗的少年，長良為數不多的朋友之一。
受明星的委託，把學生們的能力列出來做筆記，能力是指尖發光，可以代替燈使用的「ET」。
聽到亞希老師的陰謀論後，懷疑長良是元凶；開始對長良惡言相向，最終隨全班搭乘「方舟」離開盡頭島。
上海（聲：荻野佳奈）
外國轉來的金髮學生，說的是上海話。
能力是能控制電磁力的「電力bilibili」。
來到盡頭島後與王牌另外建立據點。與王牌關係曖昧，最終隨全班搭乘「方舟」離開盡頭島。
王牌（聲：村井雄治）
棒球部的王牌。據棒球帽所述，是班上的風雲人物。
與上海形成獨立的小團體。跟長良一夥偶有合作
漂流後失去了在原本世界所獲的名聲與目光。所以當長良能力受到重視後，反而開始忌妒。
聽到亞希老師的陰謀論後，懷疑長良是元凶；開始對長良惡言相向，最終隨全班搭乘「方舟」離開盡頭島。

### 教職員
亞希老師（聲：加隈亞衣）
科任老師。第4話結尾突然出現在海灘，一開口就狂妄對全班聲稱「回不到原本世界」。其後聲稱原因是「某位能力者蓄意為之」，使長良遭到眾人懷疑。
據學生回憶原本是位矯情的老師，與現在的狂妄姿態成鮮明對比。後來露出學生制服褶裙，暗示可能其實是其他女學生的偽裝。
後來誘惑朝風，使對方聽命於自己；同時將朝風形塑成救世主。
第10話參與了討伐「戰爭」的過程中，向朝風透露自己的能力與聽別人心聲的「骨折」相反；暗示自己就是出現在學生心中的「聲音」，真正的幕後操縱者；之後在朝風嘗試救希時，突然干涉朝風的內心，使對方動搖；間接導致希的死亡。
第11話根據長良收到的信，亞希老師死於討伐。
校長（聲：大川透）
原本以告知學生訊息之「聲音」出現，第6話正式登場。
據邦彥所言是讓學生漂流的主謀。知曉有關漂流與能力的一切。
一直與明星對話，使明星知曉一切；似乎透過對話操縱明星。
即使明星擺脫其控制，也不斷在干涉漂流，甚至可以現身對特定學生下指示。後期也時不時作為旁白，總結發生的現象。
第11話朝向校長室窗外，似乎得知長良與瑞穗移動到異次元入口。

### 其他漂流者
山彥（聲：津田健次郎）
一名有著狗的身體的漂流者，全名「山田邦彥」，其流浪了5000年後遇上長良一行人。
因為在仍為人形時無法拯救一位叫小玉的漂流者而懊悔至今，第11話最後打造出整座火箭發射基地，並見證著長良和瑞穗離開的過程。
結局「什麼也無法改變」的未來中，另一個山彥在學校與另一個小玉成為朋友。

### 其他
- 綾、紀、諏訪：佐藤惠
- 大谷：村井雄治
- 淺間：橘龍丸
- 犬山：伊藤悟（日语：伊藤悟）
- 奧尻：拜真之介
- 加賀：中島卓也
- 班導師、椎葉：淺利遼太
- 燕：加隈亞衣
- 田澤：榊原優希
- 能登、瀨戶：二之宮愛子
- 陸奧：本坊諒太
- 村山：澤城千春
- 久慈：町本成史
- 藍魔、監工：濱添伸也
- 兩顆星：松野太紀
- 會長：園崎未惠
- 蝙蝠前輩：長谷川芳明
- 煙囪頭：中島卓也
- 公主：引坂理繪
- 小玉：竹達彩奈
- 戰爭：遊佐浩二
- 莊誠司：古川慎
- 老師：笹村泉
- 骨折：尾崎由香

## 製作人員
- 原作、導演、編劇：夏目真悟
- 人物原案：江口壽史
- 人物設定：久貝典史
- 總作畫監督：長坂慶太（第5、7、9話）
- 動作作畫監督：小田剛生（第12話）
- 美術監督：藤野真里
- 色彩設計：橋本賢
- 攝影監督：伏原茜
- 3D導演：長濱裕樹、廣住茂德（第1話）
- 剪輯：木村佳史子
- 音響監督：秦昌二（日语：はたしょう二）
- 音樂：Conisch（日语：コーニッシュ (日本のミュージシャン)）（第10話）
- 音樂製作：Flying DOG
- 音樂顧問：渡邊信一郎
- 音樂製作人：石川吉元、深水元
- 製作人：向井地基起、田口亜有理、松井優子、和田健作、石川功、菊地實郎
- 動畫製作人：福士裕一郎
- 動畫製作：MADHOUSE
- 製作：松竹、MADHOUSE、BS朝日、丸井集團

## 樂曲
- 資料來源[4][5][6][7]

### 主題歌

主唱：銀杏BOYZ
作詞、作曲、編曲：峯田和伸。
全篇動畫中作為片尾曲使用。

### 插入曲
第2話「Broken Windows」、「Seagull」
主唱：落日飛車
作曲、編曲：曾國宏、Jewell Fortenberry
第3話「Summer Storm」
主唱、作曲、編曲：VIDEOTAPEMUSIC
第4話「Tune from diamond」
主唱、編曲：暑假樂團
作曲：MC.sirafu
第5話
主唱、作曲、編曲：mitsume
第6話「Let There Be Light Again」
主唱、編曲：落日飛車
作詞、作曲：曾國宏
第7話「Beacon」
主唱、作曲、編曲：Ogawa & Tokoro
第8話「Yamabiko's Theme」、「Kodama's Theme」
主唱、作曲、編曲：空中小偷
第9話「Soft Oversight」
主唱、作曲、編曲：Ogawa & Tokoro
第9話
主唱、作曲、編曲：mitsume
第10話
主唱、編曲：
作詞、作曲：千歲美那
第11話「Lightship」
主唱、編曲：暑假樂團，作詞、作曲：中川理沙
第12話
主唱、編曲：mitsume，作詞：川邊素
第12話
主唱、作詞、作曲、編曲：toe

### 劇中歌
《（中文：啟程的日子）》（第6話）
作詞：小登、作曲：坂本浩美、補曲：松井孝夫、編曲：Conisch

## 各話列表
| 話數   | 日文標題 | 中文標題                   | 分鏡       | 演出               | 作畫監督                                       | 首播日期       |
| ------ | -------- | -------------------------- | ---------- | ------------------ | ---------------------------------------------- | -------------- |
| 第1話  |          | 夏日尽头的小岛             | 夏目真悟   | 夏目真悟           | 長慶太                                         | 2021年 7月16日 |
| 第2話  |          | 异邦人                     | 夏目真悟   | 北川朋哉           | 長澤禮子                                       | 7月23日        |
| 第3話  |          | 穿鞋的猫                   | 齋藤圭一郎 | 齋藤圭一郎         | 刈谷暢秀                                       | 7月30日        |
| 第4話  |          | 伟大的猴子棒球             | 川尻善昭   | 北川朋哉           | 原科大樹                                       | 8月6日         |
| 第5話  |          | 跳跃的教室                 | 夏目真悟   | 石倉禮             | 伊澤珠美、石倉禮 川﨑玲奈、小田剛生            | 8月13日        |
| 第6話  |          | 漫长的道别                 | 夏目真悟   | 北川朋哉           | 長澤禮子                                       | 8月20日        |
| 第7話  |          | 路线图                     | 川尻善昭   | 松井健人           | 八重樫洋平、喜友名陽                           | 8月27日        |
| 第8話  |          | 面带微笑的狗               | 齋藤圭一郎 | 齋藤圭一郎         | 齋藤圭一郎                                     | 9月3日         |
| 第9話  |          | 这碗鲑鱼茶泡饭忘放鲑鱼了喵 | 小慶祐     | 柏淳志             | 後藤圭佑、埼玉、大嶋由葵、佐藤千恵子、久田正高 | 9月10日        |
| 第10話 |          | 夏日与修罗                 | 夏目真悟   | 北川朋哉、松井健人 | 原科大樹                                       | 9月17日        |
| 第11話 |          | 少年与海                   | 久貝典史   | 大野仁愛           | 久貝典史                                       | 9月24日        |
| 第12話 |          | 两年的假期                 | 夏目真悟   | 夏目真悟           | 長慶太                                         | 10月1日        |

## 播放電視台
日本深夜動畫：下文記載的日本国内播放時間使用日本標準時間（UTC+9）表示。因為部分時間标识會採用30小时制，因此請留意这类超过24:00的时间，其實際播放時間為翌日清晨。
| 播放日期 | 播放時間                  | 播放電視台   | 播放地區 | 備註                         |
| --- | ------------------------- | ------------ | -------- | ---------------------------- |
| 2021年7月15日－9月30日 | 星期四 24時30分－25時00分 | TOKYO MX     | 東京都   |                              |
| |                           | KBS京都      | 京都府   |                              |
| | 星期四 25時00分－25時30分 | SUN電視台    | 兵庫縣   |                              |
| | 星期五 21時00分－21時30分 | AT-X         | 日本全國 | CS放送／有重播               |
| | 星期五 23時00分－23時30分 | BS朝日       | 日本全國 | BS／BS4K放送／「AnimeA」時段 |
| 2021年7月16日－10月1日 | 星期五 25時56分－26時26分 | 青森放送     | 青森縣   |                              |
| 2021年7月21日－10月6日 | 星期三 25時40分－26時10分 | 九州朝日放送 | 福岡縣   |                              |
| 2021年8月5日－ | 星期四 25時40分－26時10分 | 山形電視台   | 山形縣   |                              |
| 稍早TOKYO MX、BS朝日、KBS京都、SUN電視台、青森放送、九州朝日放送前一週播出『電視動畫《漂流少年》放送記念特別節目！豪華之夜』。 |                           |              |          |                              |

網路電視由Amazon Prime Video、d動畫商城、U-NEXT、Anime放題、Hulu、萬代頻道、FOD、ABEMA、dTV、光TV、TSUTAYA TV、J:COM On-Demand、GYAO！、niconico、Video Market、Rakuten TV、Google Play、DMM.com、HAPPY！動畫、Movie Full Plus從2021年7月17日開始依序發佈。此外，YouTube也有在松竹頻道上架放送前特別節目完整版。

### 海外播出時間
| 頻道/影音      | 所在地 | 播出日期      | 播出時間          | 備註 |
| 巴哈姆特動畫瘋 | 臺灣   | 2021年7月16日 | 每週五 00:30 更新 |      |
| CATCHPLAY      | 臺灣   | 2021年7月16日 | 每週五 00:30 更新 |      |
| 中華電信MOD    | 臺灣   | 2021年7月16日 | 每週五 00:30 更新 |      |
| Hami Video     | 臺灣   | 2021年7月16日 | 每週五 00:30 更新 |      |
| friDay影音     | 臺灣   | 2021年7月16日 | 每週五 00:30 更新 |      |
| KKTV           | 臺灣   | 2021年7月16日 | 每週五 00:30 更新 |      |
| LINE TV        | 臺灣   | 2021年7月16日 | 每週五 00:30 更新 |      |
| MyVideo        | 臺灣   | 2021年7月16日 | 每週五 00:30 更新 |      |

## BD
預計2021年12月8日將發售整套Blu-ray BOX（SHBR-0639）。

## 外部連結
- 電視動畫《漂流少年》官方網站 （日語）
- 電視動畫《漂流少年》官方的X（前Twitter） （日語）